# Mimosa (hvězda)
Beta Crucis, rovněž známa jako Mimosa, je druhá nejjasnější hvězda v Souhvězdí Jižního kříže a 19. nejjasnější hvězda noční oblohy. Jako součást Jižního kříže se nachází na pěti státních vlajkách, konkrétně Austrálie, Nového Zélandu, Samoy a Papuy Nové Guineje. V současné době je souhvězdí viditelné až jižně od 30 stupně severní šířky, v době antiky však bylo vlivem precese viditelné o 10 stupňů severněji. Staří Řekové tedy souhvězdí znali a považovali ho za součást Souhvězdí Kentaura. Moderní jméno hvězdy Mimosa je odvozeno z latinského slova pro herce.

## Vlastnosti
Beta Crucis má hvězdnou velikost 1,25 a jedná se o nejteplejší hvězdu první velikosti. Nachází se ve vzdálenosti 280 světelných let. V roce 1957 bylo spektroskopicky zjištěno, že se jedná o dvojhvězdu, jejíž složky jsou příliš blízko k sobě na rozlišení dalekohledem. Hvězdy jsou od sebe vzdáleny 5,4 až 12 astronomických jednotek, oběhnou se každých 5 let. Systém je starý pouze asi 8 až 11 milionů let.
Primární hvězda Beta Crucis A je masivní hvězda o hmotnosti asi 16 hmotností Slunce, její poloměr je asi 8,4 násobek poloměru Slunce. Rychlost rotace hvězdy je 3,6 dní, azimutální rotační rychlost je 120 kilometrů za sekundu. Jedná se o proměnnou hvězdu typu Beta Cephei o povrchové teplotě 27000 K. Hvězda má 3 periody pulsace v rozmezí 4 až 4,6 hodiny. Jde o modrou bílou obří hvězdu spektrální třídy B0,5, která již vyčerpala zásoby vodíku v jádře. U hvězdy je přítomen velmi intenzivní hvězdný vítr, hvězda ztrácí ze své hmotnosti zhruba 10−8 hmotností Slunce každý rok, rychlost hvězdného větru je až 2000 kilometrů za sekundu.
Sekundární hvězda Beta Crucis B je hvězdou hlavní posloupnosti spektrální třídy B2. V roce 2007 byla oznámena detekce třetí hvězdy v systému. Třetí hvězda má nízkou hmotnost, jedná se pravděpodobně o hvězdu která ještě nedosáhla hlavní posloupnosti. U této hvězdy byly Rentgenovou observatoří Chandra detekovány emise rentgenového záření. Další dvě hvězdy zjištěné v blízkosti systému jsou pravděpodobně optičtí společníci, kteří nejsou se systémem Beta Crucis fyzicky vázáni. Systém může být členem hvězdné asociace Scorpius-Centaurus, tedy hvězd sdílejících společný původ.